# Herb powiatu łęczyckiego
Herb powiatu łęczyckiego – jeden z symboli powiatu łęczyckiego, ustanowiony 28 grudnia 1998, po zmianach w 2000 roku. Uchwała Rady Powiatu Łęczyckiego nr 127/XVII/2000 z dnia 27 kwietnia 2000 roku.

## Wygląd i symbolika
Herb przedstawia na tarczy dwudzielnej w słup, w polu prawym srebrnym czerwony zwrócony w prawo lew ze złotymi pazurami, srebrnymi zębami i czerwonym wystawionym językiem. W polu lewym czerwonym zwrócony w lewo srebrny orzeł ze złotymi pazurami, dziobem i koroną na głowie. Jest to historyczny symbol ziemi łęczyckiej.